# هابیتیت
هابیت‌ها (به فنلاندی: Hobitit) یک مینی‌سریال تلویزیونی فانتزی اکشن فنلاندی ۹ قسمتی است که در سال ۱۹۹۳ از وای‌ال‌ای (اولا) تی‌وی۱ پخش شد. این مجموعه به کارگردانی تیمو توریکا و تهیه کنندگی الف کویکستورم براساس ارباب حلقه‌ها اثر جی. آر. آر. تالکین ساخته شده‌است، اما این مجموعه به سفر هابیت‌ها فرودو و سم که حلقه یگانه را به کوه نابودی حمل می‌کند، محدود می‌شود.
سم ماجراهای آنها را سال‌ها بعد برای هابیت‌های جوان روایت می‌کند. به جز یک فلش بک کوتاه به دیدار بیلبو با گولوم، هیچ بخشی از رمان هابیت تالکین منتشر شده در سال ۱۹۳۷، استفاده نشده‌است.
این مجموعه را تیمو تریکا نویسندگی و کارگردانی کرده و تونی ادلمان موسیقی متنش را ساخته‌است. هابیت‌ها ۹ قسمت ۳۰ دقیقه‌ای دارد که از ۲۹ مارس تا ۲۴ مه ۱۹۹۳ پخش شدند. مکان‌های فیلمبرداری شامل تئاتر ریماتئاتری در هلسینکی و امکانات تولید استودیوی وای‌ال‌ای بود. مناظر نیز با استفاده از ترکیب کروما کی اضافه شدند.

## بازیگران
بازیگران این مجموعه شامل بازیگران و نقش‌های زیر بود:
- تانلی ماکلا - فرودو بگینز [فرودو رپولی][۳]
- پرتی اسوهولم - ساموایز گمجی [ساموایس گامگی]
- یاری پهکونن - پرگرین توک
- جارمو هیتینن - مریادوک برندی‌باک [مریادوک رانکیبوک
- وسا ویریککو - گندالف [گاندالف هارما]
- کاری وانانن - گالوم [کلونکو]، آراگورن / استراید [کنکاری]
- ویله ویرتانن - لگولاس
- تومی سلملا - گیملی
- کارل-کریستین روندمن - برومیر
- مارتی سوئوسالو - بیلبو بگینز [بیلبو رپولی]
- اسکو هوکانن - تام بامبادیل[۴]
- لیف وگر - الروند
- متی پلونپا - سارومان
- میکو کیوینن - بارلیمان باتربور [ویلجامی وویوالواتی]

## قسمت‌ها
1. Bilbo، «بیلبو بگینز» (۲۹ مارس)
2. Tie، «راه» (۵ آوریل)
3. Vanha metsä، «جنگل قدیمی» (۱۲ آوریل)
4. Pomppiva poni، «پرنسینگ پونی» (۱۹ آوریل)
5. Konkari، «استرایدر» (۲۶ آوریل)
6. Lorien، «لوتلورین» (۳ مه)
7. Mordor، «موردور» (۱۰ مه)
8. Tuomiovuori، «کوه نابودی» (۱۷ مه)
9. Vapautus، "آزادی» (۲۴ مه)